# Aust-Agder
Aust-Agder (deutsch Ost-Agder) war eine Provinz (Fylke) in Norwegen und gehörte zum Landesteil Sørlandet. Sie hatte eine Gesamtfläche von 9.158 km² (davon eine Landfläche von 8.314 km²). Im Osten lag das Fylke Telemark am Skagerrak bei Gjernestangen zwischen Kragerø und Risør. Im Westen lag Vest-Agder entlang dem Kvåsefjord zwischen Lillesand und Kristiansand. Ebenfalls im Westen, nördlich von Vest-Agder lag Rogaland. Aust-Agder war der östliche Teil der historischen Provinz Agder. Das damalige Agder entspricht im Umfang in etwa dem jetzige Fylke Agder.
Vor der Reform von 1919 hieß die Provinz Nedenes amt (auch Nedenæs) und war in die beiden Vogteien Nedenes und Robygdelaget (oder Råbyggelaget) eingeteilt. Nedenes war der Name eines Gehöfts am Fluss Nid, das als Sitz des Amtmannes diente.
Zum 1. Januar 2020 schloss sich Aust-Agder mit Vest-Agder zum neuen Fylke Agder zusammen. Grundlage für das Zusammengehen war ein Beschluss des Storting vom 8. Juni 2017, der im Zuge einer Regionalreform eine Reduzierung auf elf Fylke vorsah.
Hauptstadt der Provinz war die Stadt Arendal; wichtigster und längster Fluss war mit 245 km Länge die Otra.

## Wappen
Beschreibung des Wappens: In Rot zwei goldene Balken.

## Kommunen
Aust-Agder gliederte in 15 Kommunen:
| Kommunen- nummer | Name            | Einwohner 1. Januar 2019 | Areal in km² |
| ---------------- | --------------- | ------------------------ | ------------ |
| 0901             | Risør           | 6848                     | 192,98       |
| 0904             | Grimstad        | 23.246                   | 303,59       |
| 0906             | Arendal         | 44.785                   | 270,06       |
| 0911             | Gjerstad        | 2454                     | 322,14       |
| 0912             | Vegårshei       | 2093                     | 355,65       |
| 0914             | Tvedestrand     | 6069                     | 217,61       |
| 0919             | Froland         | 5845                     | 644,55       |
| 0926             | Lillesand       | 10.990                   | 190,41       |
| 0928             | Birkenes        | 5212                     | 674,21       |
| 0929             | Åmli            | 1848                     | 1.130,61     |
| 0935             | Iveland         | 1326                     | 261,63       |
| 0937             | Evje og Hornnes | 3638                     | 550,23       |
| 0938             | Bygland         | 1192                     | 1.311,65     |
| 0940             | Valle           | 1156                     | 1.265,31     |
| 0941             | Bykle           | 953                      | 1.467,13     |
| Total            | Aust-Agder      | 117.655                  | 9.157,56     |

| Karte der Kommunen von Aust-Agder |
| --------------------------------- |